# Ikoi
Ikoi est un village du Cameroun situé dans la commune de Toko, l'une des 9 communes du département du Ndian de la Région du Sud-Ouest

## Population
La localité comptait 443 habitants en 1953, 417 en 1968-1969, 232 en 1972, pour la plupart des Ngolo.
Lors du recensement de 2005, 116 personnes y ont été dénombrées. 